# Ca la Vidala
Ca la Vidala és una casa del carrer del Xipreret de l'Hospitalet de Llobregat (Barcelonès) protegida com a bé cultural d'interès local.
Des de fa 28 anys és la seu del centre de formació i creació en dansa Ca la Vidala i Vidala_Flamenca. La formació inclou dansa contemporània, clàssica, flamenca, sevillanas, condicionament físic, Yuki-Katsugen, Ioga-Pilates per totes les edats.
És i ha estat seu de diferents artistes i companyies. Actualment, és seu de la Companyia Iván Góngora.
www.calavidala.com

## Descripció
Es tracta d'una casa popular situada dins el barri del Xipreret. El pas del temps ha alterat en gran part la seva fesomia però encara es pot veure el que en queda de l'original. Noves portes i obertures, així com els forjats de balcons i finestres, són, probablement, elements afegits posteriorment a l'edifici.
El que sí que és clar és que les dovelles de pedra ben escairada que es veuen al costat dret de la porta més gran, eren probablement el brancal de l'entrada primera juntament amb les tres grans dovelles encara conservades, que formen un arc rebaixat entre el balcó central i les dues portes. A la dovella central hi ha la inscripció: "PERA MESTRAS Y BATLLORI. PAGES 1769". Les obertures del primer pis tenen la llinda i els brancals de carreus de pedra.